# Alexi Lalas
 (mars 2019).
Si vous disposez d'ouvrages ou d'articles de référence ou si vous connaissez des sites web de qualité traitant du thème abordé ici, merci de compléter l'article en donnant les références utiles à sa vérifiabilité et en les liant à la section « Notes et références ».
Panayotis Alexander « Alexi » Lalas est un ancien joueur américain de soccer, désormais dirigeant de club, né le 1er juin 1970 à Birmingham, dans l'État du Michigan (États-Unis).
Facilement reconnaissable à sa large chevelure et à sa généreuse barbe rousse, ce défenseur a été dans les années 1990 le véritable porte-drapeau du soccer, à la fois reconnu en Europe (il a évolué deux saisons en Serie A italienne) et aux États-Unis où il a contribué à faire sortir son sport de l'indifférence médiatique.

## Biographie
Alexi Lalas découvre le soccer au sein de l'école Cranbrook Kingswood à Bloomfield Hills dans le Michigan  et en 1987 il est nommé joueur de l'année à la Michigan High School. En parallèle du soccer, il est capitaine de l'équipe de hockey sur glace de la sélection de High school de son État.
De 1988 à 1991, il joue au sein de la Rutgers Scarlet Knights, équipe de la Rutgers University. Il atteint avec les Scarlets le Final Four de la NCAA en 1989 et le championnat universitaire national en 1990. Lalas est nommé dans la troisième équipe de la NCAA en 1989 et 1990. En 1991, il est nommé dans la première équipe NCAA et gagne le Hermann Trophy et le prix du Missouri Athletic Club Player of the Year.
Alexi Lalas débute en équipe des États-Unis le 12 mars 1991 lors d'un match contre le Mexique (2-2) dans le cadre du Championnat nord-américain des nations. À cette période, aucun championnat professionnel aux bases solides n'existant aux États-Unis, il se consacre uniquement à la sélection, qui prépare le Mondial 1994. L'enjeu est de taille puisqu'il s'agit de prouver au monde du football le bon niveau du soccer américain, et d'essayer d'imposer ce sport aux États-Unis. 
Alexi Lalas et la sélection américaine ne déçoivent pas puisqu'ils atteignent les huitièmes de finale, battus de justesse par le Brésil, futur vainqueur. Trônant au milieu de sa défense, Lalas marque les esprits par ses remarquables prestations sur le terrain et par son look détonnant qui fait de lui la coqueluche des médias.
Dans la foulée, il signe pour le club italien de Padoue et devient le premier américain à fouler les pelouses de la Serie A. Padoue termine la saison 1994-1995 au bas du classement. Le 25 juin 1995, la Major League Soccer signe un contrat avec Lalas pour qu'il intègre une des nouvelles franchises du championnat américain. La MLS ne débutant qu'en 1996, il est laissé à disposition de Padoue pour le début de la saison 1995-1996. Il joue son dernier match pour Padoue le 25 février 1996 contre la Lazio Rome.
En 1996, Alexi Lalas revient donc aux États-Unis pour intégrer la naissante Major League Soccer et il porte successivement les couleurs de Revolution de la Nouvelle-Angleterre (1996-1998), des MetroStars (1998), des Wizards de Kansas City (1999) et du Galaxy de Los Angeles (2001-03).
À partir de 2003, Lalas décide de troquer le short et le maillot de joueur de soccer pour le costume de dirigeant de club puisqu'il a été successivement président des Earthquakes de San José, des MetroStars et du Galaxy de Los Angeles.

## Palmarès

### Palmarès en club
- Vainqueur de la Coupe des champions de la CONCACAF en 2000 avec le Galaxy de Los Angeles
- Vainqueur de la Coupe des États-Unis 2001 avec le Galaxy de Los Angeles
- Vainqueur de la Coupe MLS en 2002 avec le Galaxy de Los Angeles
- Vainqueur du MLS Supporters' Shield en 2002 avec le Galaxy de Los Angeles

### Récompenses individuelles
- MLS Best XI en 2002
- Footballeur américain de l'année en 1995
- Honda Player of the Year en 1995
- Trophée Hermann en 1991
- Missouri Athletic Club Player of the Year en 1991

## Carrière musicale
Lalas était membre (guitare, voix) des Gypsies, qui ont enregistré deux albums Woodland etJet Lag, et fait la première partie de Hootie and the Blowfish sur leur tournée européenne en 1998.
En 1998, il a sorti un album de musique intitulé Ginger sur le label CMC International.

## Statistiques

### Statistiques en club
| Saison      | Club                    | Pays                      | Championnat        | Coupes nationales | Coupes d’Europe | Sélection États-Unis |
| ----------- | ----------------------- | ------------------------- | ------------------ | ----------------- | --------------- | -------------------- |
| 1991        | Rutgers Scarlet Knights | Ligue Universitaire       | ?                  | -                 | -               | 2 matchs             |
| 1992        | Rutgers Scarlet Knights | Ligue Universitaire       | ?                  | -                 | -               | -                    |
| 1993        | Rutgers Scarlet Knights | Ligue Universitaire       | ?                  | -                 | -               | 25 matchs / 4 buts   |
| 1994 - 1995 | Calcio Padova           | Série A                   | 33 matchs / 2 buts | -                 | -               | 22 matchs / 1 but    |
| 1995 - 1996 | Calcio Padova           | Série A                   | 11 matchs          | -                 | -               | 12 matchs / 2 buts   |
| 1995 - 1996 | New England Revolution  | Major League Soccer       | 25 matchs / 1 but  | -                 | -               | 14 matchs            |
| 1997        | New England Revolution  | Major League Soccer       | 30 matchs / 2 buts | -                 | -               | 14 matchs / 2 buts   |
| 1997        | Club Sport Emelec       | Primera Categoría Serie A | ?                  | -                 | -               | -                    |
| 1998        | MetroStars              | Major League Soccer       | 25 matchs / 2 buts | -                 | -               | 4 matchs / 1 but     |
| 1999        | Kansas City Wizards     | Major League Soccer       | 30 matchs / 4 buts | -                 | -               | -                    |
| 2001        | Galaxy de Los Angeles   | Major League Soccer       | 11 matchs / 2 buts | -                 | -               | -                    |
| 2002        | Galaxy de Los Angeles   | Major League Soccer       | 26 matchs / 4 buts | -                 | -               | -                    |
| 2003        | Galaxy de Los Angeles   | Major League Soccer       | 22 matchs / 1 but  | -                 | -               | -                    |

### Buts internationaux
Buts internationaux d'Alexi Lalas avec l'équipe des États-Unis.
|    | Date             | Lieu                                                        | Adversaire      | Résultat | Compétition       |
| -- | ---------------- | ----------------------------------------------------------- | --------------- | -------- | ----------------- |
| 1. | 8 mai 1993       | Rose Bowl, Los Angeles (États-Unis)                         | Colombie        | 1-2      | Match amical      |
| 2. | 9 juin 1993      | Foxboro Stadium, Foxborough (États-Unis)                    | Angleterre      | 2-0      | Match amical      |
| 3. | 17 juillet 1993  | Cotton Bowl, Dallas (États-Unis)                            | Honduras        | 1-0      | Gold Cup 1993     |
| 4. | 7 novembre 1993  | Fullerton Stadium, Fullerton (États-Unis)                   | Jamaïque        | 1-0      | Match amical      |
| 5. | 29 janvier 1994  | Kingdome, Seattle (États-Unis)                              | Russie          | 1-1      | Match amical      |
| 6. | 14 juillet 1995  | Estadio Parque Artigas, Paysandú (Uruguay)                  | Argentine       | 3-0      | Copa América 1995 |
| 7. | 8 octobre 1995   | Robert F. Kennedy Memorial Stadium, Washington (États-Unis) | Arabie saoudite | 4-3      | Match amical      |
| 8. | 1er février 1997 | Guangzhou (Chine)                                           | Chine           | 1-1      | Match amical      |
| 9. | 17 juin 1997     | Alltel Stadium, Jacksonville (États-Unis)                   | Israël          | 2-1      | Match amical      |